# Sånglärkan 8

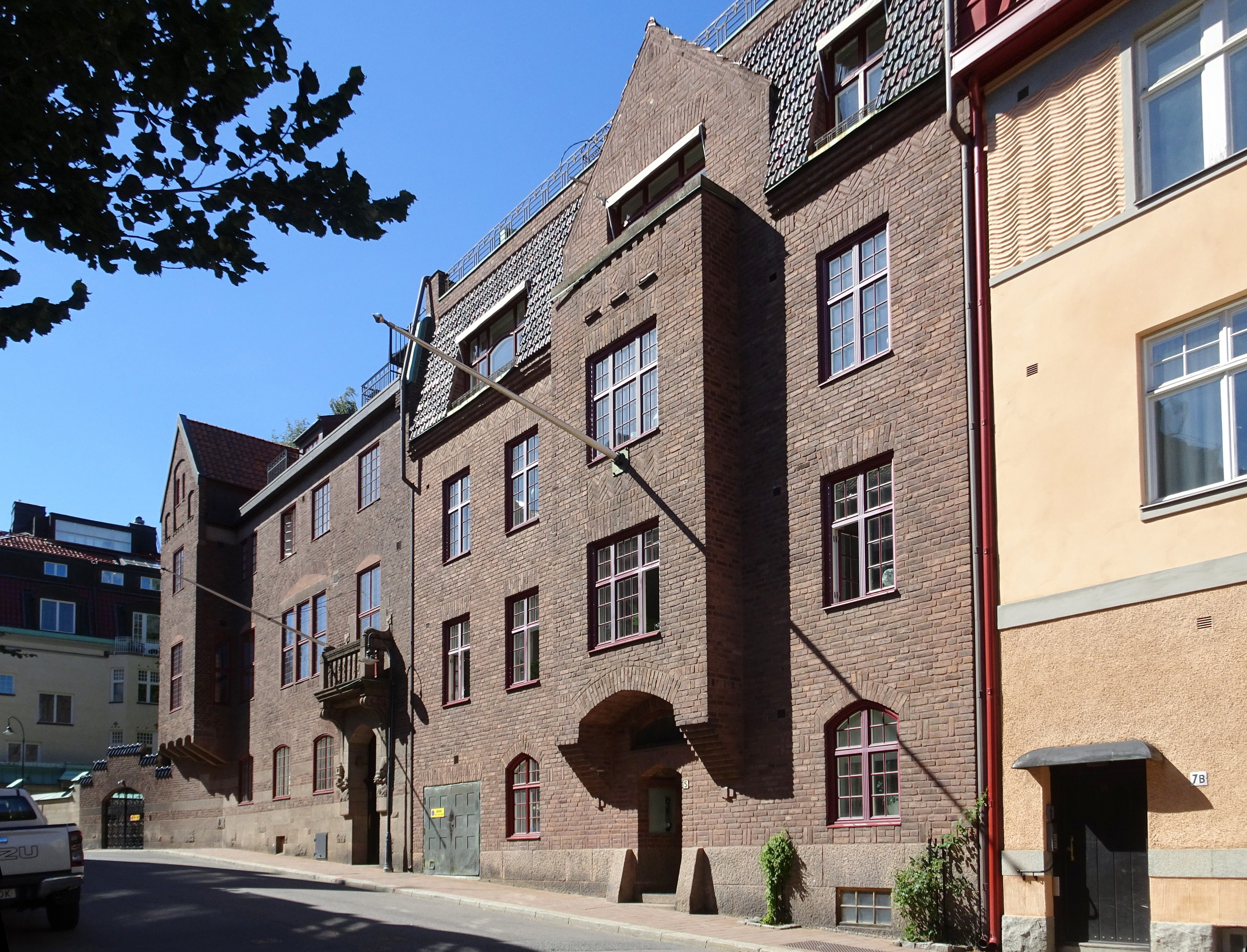
Sånglärkan 8 (i mitten) och Sånglärkan 9 (till vänster), augusti 2022.

Sånglärkan 8 är en kulturhistoriskt värdefull före detta villabyggnad i kvarteret Sånglärkan i Lärkstaden på Östermalm i Stockholm. Denna stadsvilla vid Baldersgatan 5 ritades och uppfördes 1912–1913 av byggmästaren och arkitekten Kristofer Holmin för sin bror, överläkaren Nils Gideon Holmin och dennes hustru läkaren Lilly Paykull. Fastigheten är grönmärkt av Stadsmuseet i Stockholm vilket innebär "särskilt värdefull från historisk, kulturhistorisk, miljömässig eller konstnärlig synpunkt".

## Bakgrund

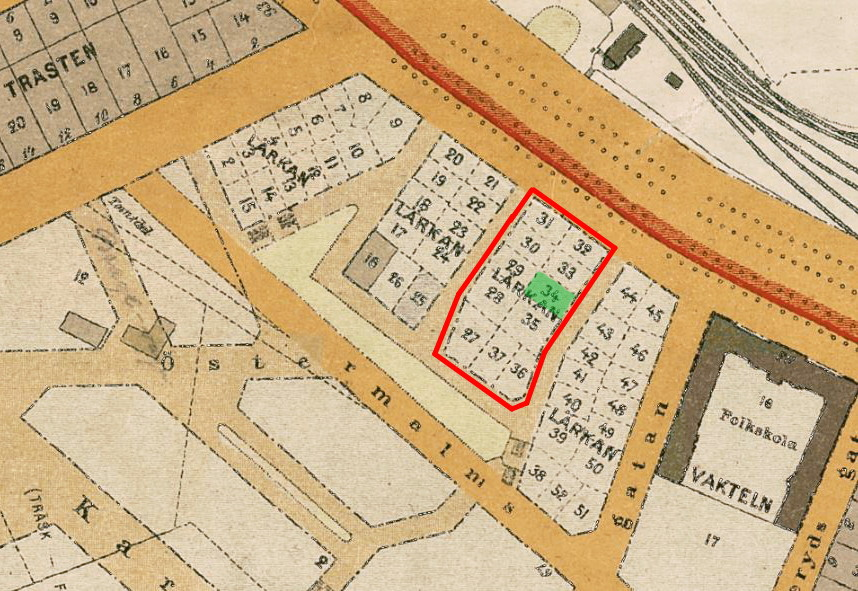
Före detta kvarteret Lärkan 1909 med nuvarande Sånglärkan 8 (grön)

Lärkstadens stadsplan upprättades av stadsplaneraren Per Olof Hallman. Hans avsikt var att skapa en villastad med enfamiljshus med två till tre våningar. Lärkstadens stadsvillor hade en rad kända personer som byggherrar, bland dem Hallman själv som byggde sin villa på fastigheten Sånglärkan 6 vid Baldersgatan 7. Några av Hallmans grannar på samma gata och i samma kvarter var teater- och filmmannen Anders Sandrew (Sånglärkan 7) och Paul U. Bergström (Sånglärkan 10) samt överläkaren Nils Gideon Holmin. 
Troligen var det Holmins far, fastighetsägaren och grosshandlaren Carl Erik Holmin, som den 13 december 1911 förvärvade tomten nr 34 i kvarteret Lärkan (sedermera namnändrad till Sånglärkan 8). Tomten bilades 1907, den omfattade 333,5 m² ”å fri och egen grund” och såldes av Stockholms stad. Han köpte samma dag ytterligare två fastigheter i lärk-kvarteren: Piplärkan 11 och Piplärkan 12 vilka var bestämda för sönerna Kristoffer respektive Josef. Själv var han sedan 1911 bosatt på Piplärkan 14.

## Byggnadsbeskrivning

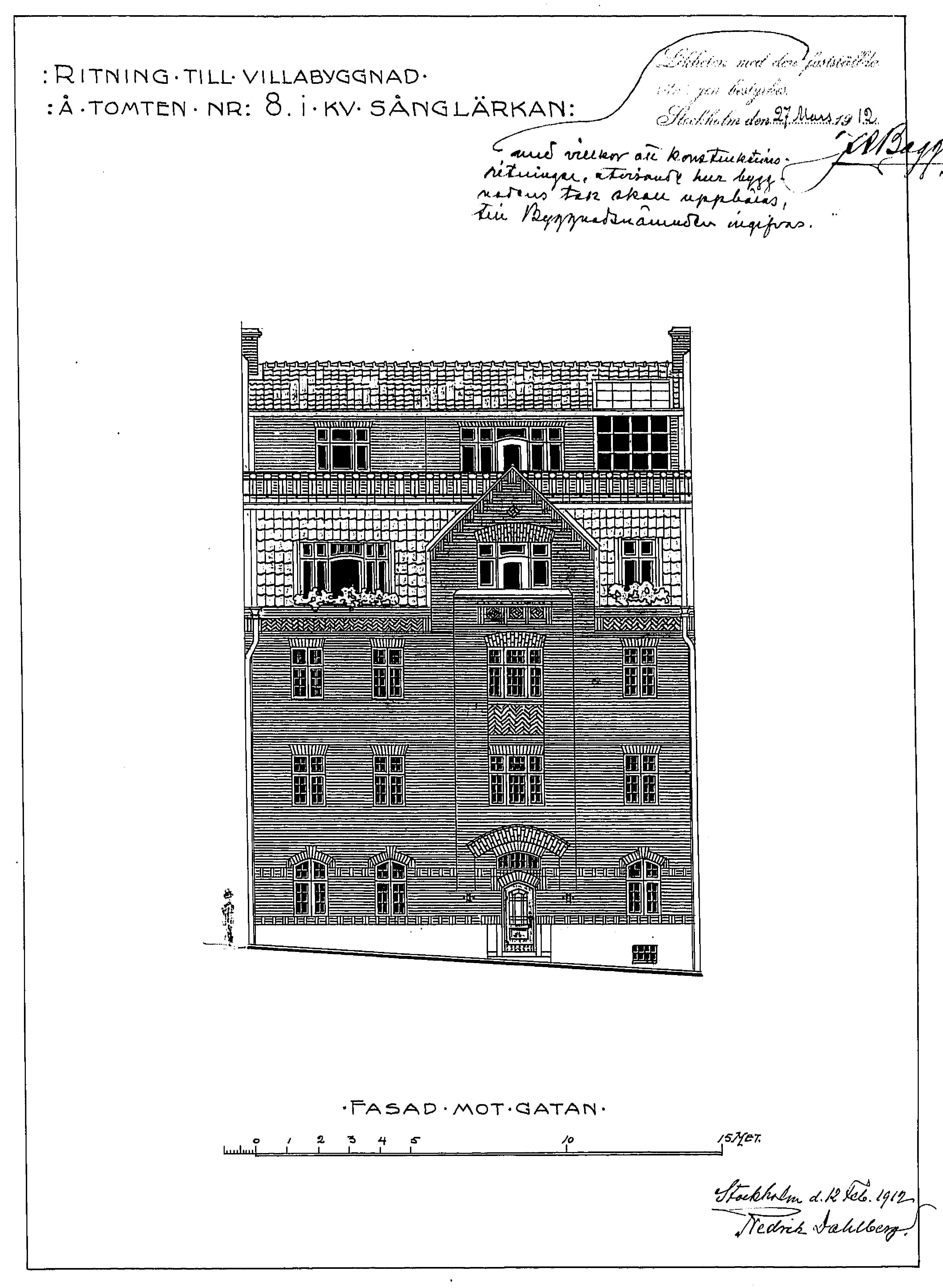
Dahlbergs fasadritning, 1912.

### Exteriör
Stadsvillan Sånglärkan 8 uppfördes i tre ½ våningar med inredd vind under ett högt brutet sadeltak med en takterrass högst upp. Fasaderna utfördes i handslaget rödbrunt och delvis mönsterlagt murtegel, gestaltade av Fredrik Dahlberg i en kraftfull arkitektur medan Kristofer Holmin svarade för husets planlösning. Den djup indragna entrén accentueras av ett monumentalt burspråk i två våningar som avslutas upptill av en balkong och en fronton ovanför takfoten. I portalens valv märks en dekorativ takmålning visande bladornament i gröna och bruna toner. Fasaderna mot gården murades i gult tegel.

### Interiör
Stadsplanens ursprungliga intention med en- till tvåfamiljsvillor i Lärkstaden följdes inte. Av tillgängliga bygglovsritningar från 1912 framgår att huset inreddes med ett tiotal lägenheter trots bestämmelser om högst två kök i varje fastighet. Detta kringgicks genom att de båda vindsvåningarna inreddes med en stor lägenhet i två etage om 7 rum och kök med hallar, salong, matsal och jungfrukammare. På bottenvåningen ritade Holmin tre smålägenheter varav en med möjlighet till framtida kök, medan de båda mellanliggande våningarna utgjordes av sammanlagt sex dubbletter med dusch och WC, dock utan kök. Till den stora lägenheten högst upp flyttade byggherren Nils Gideon Holmin och hustru Lilly Paykull medan de övriga lägenheterna hyrdes ut. På 1930-talet inrättades ett bilgarage i bottenvåningen

## Husets vidare öden
Läkarparet Nils Holmin och Lilly Paykull bodde många år på denna adress. I början av 1950-talet kontoriserades fastigheten för första gången. På 1960-talet flyttade Skattebetalarnas servicebyrå (ett dotterbolag till Skattebetalarnas förening) in och hela huset blev till kontor. En handmålad minnestavla i entrévalvet minner om detta. År 2007 återställdes husets kontor till lägenheter.  
Sånglärkan 8 ägs idag (2022) av bostadsrättsföreningen Lärkstadspalatset som bildades 2006. På entréplanet finns garage samt två lägenheter om cirka 60 m², på plan 1 och 2 är det en bostad på varje plan om cirka 170 m² och på plan 3 och 4 finns en stor etagevåning med eldstäder och takterrass.

Nutida bilder
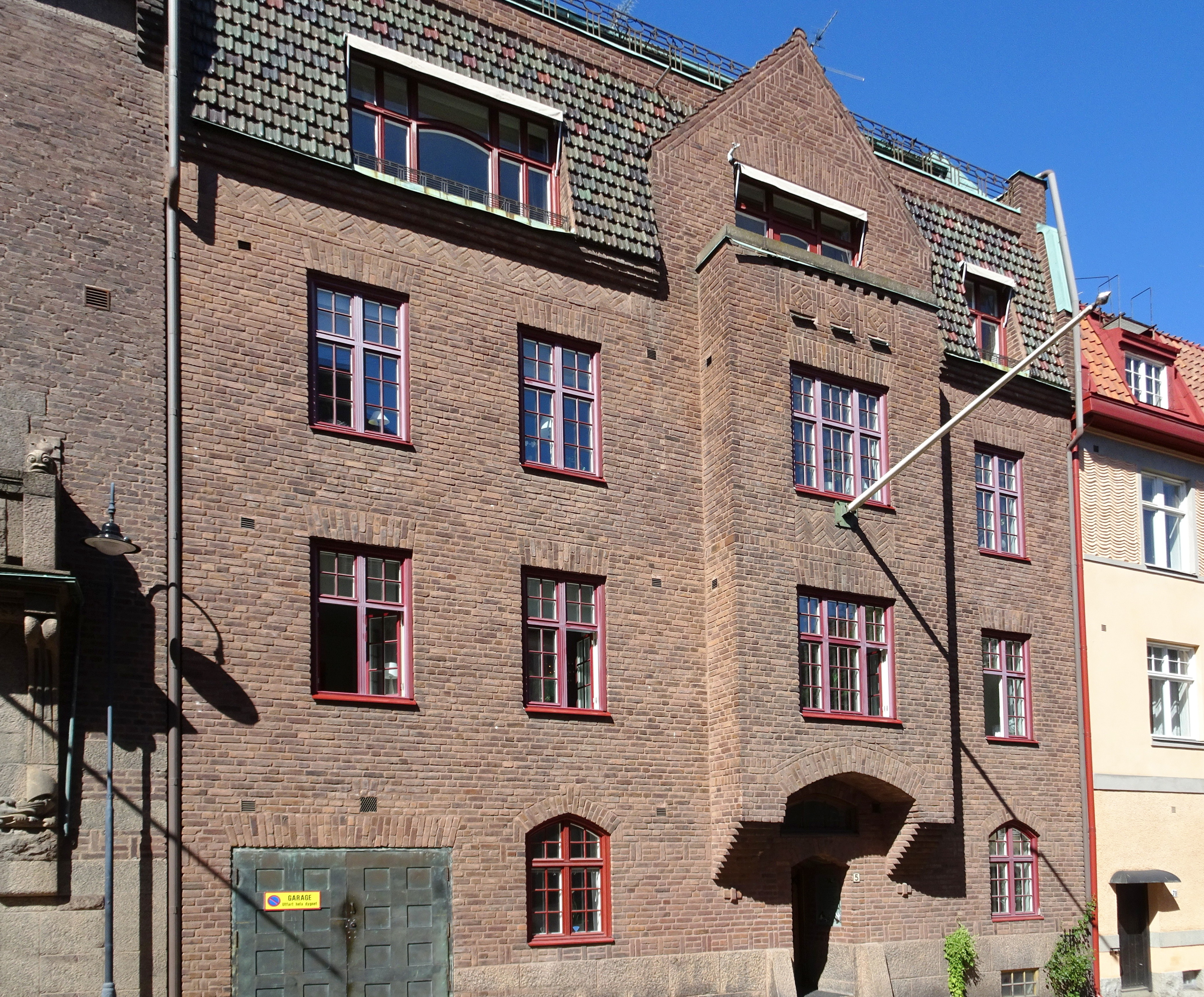
Fasaden.
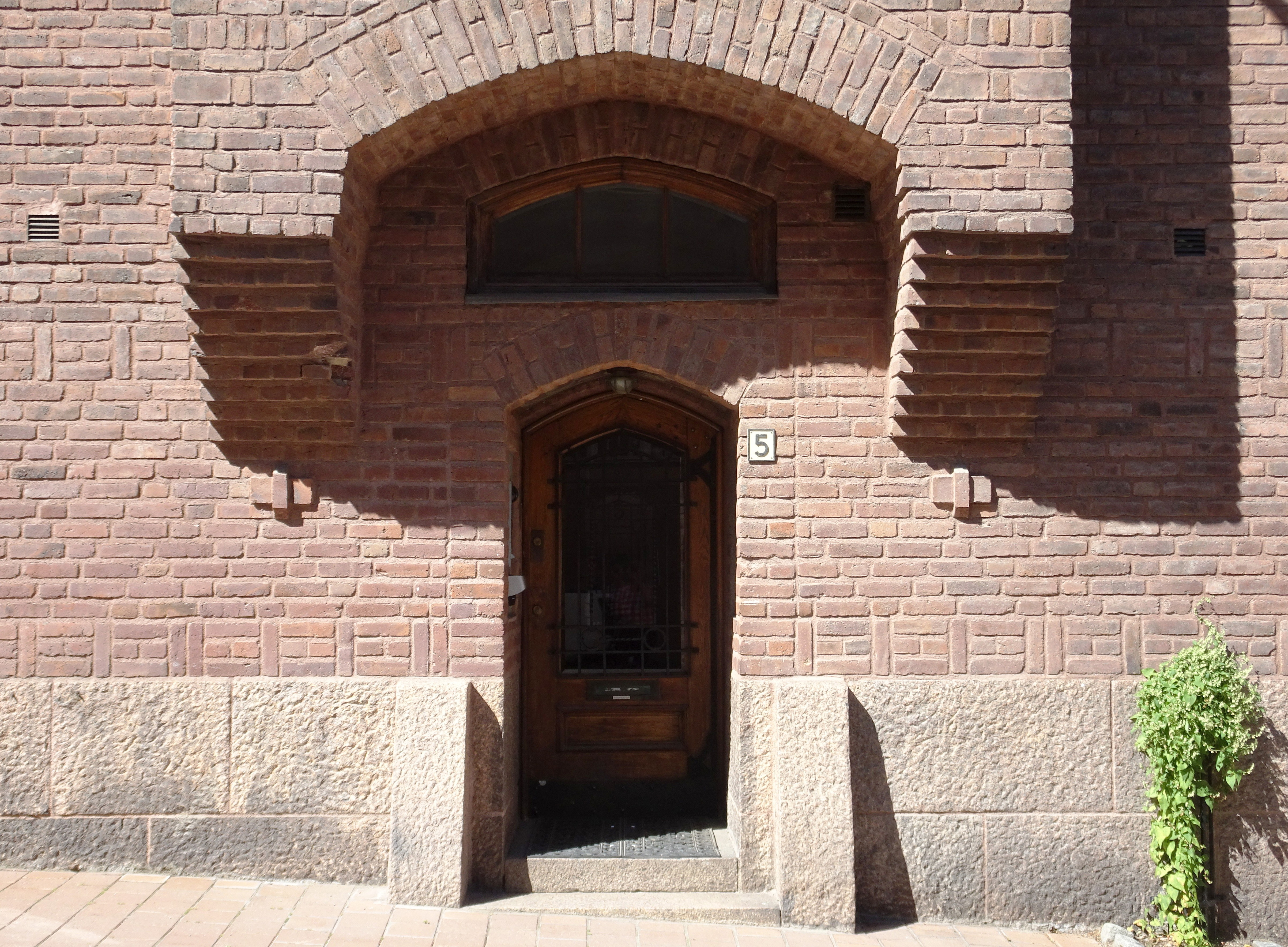
Entrén.
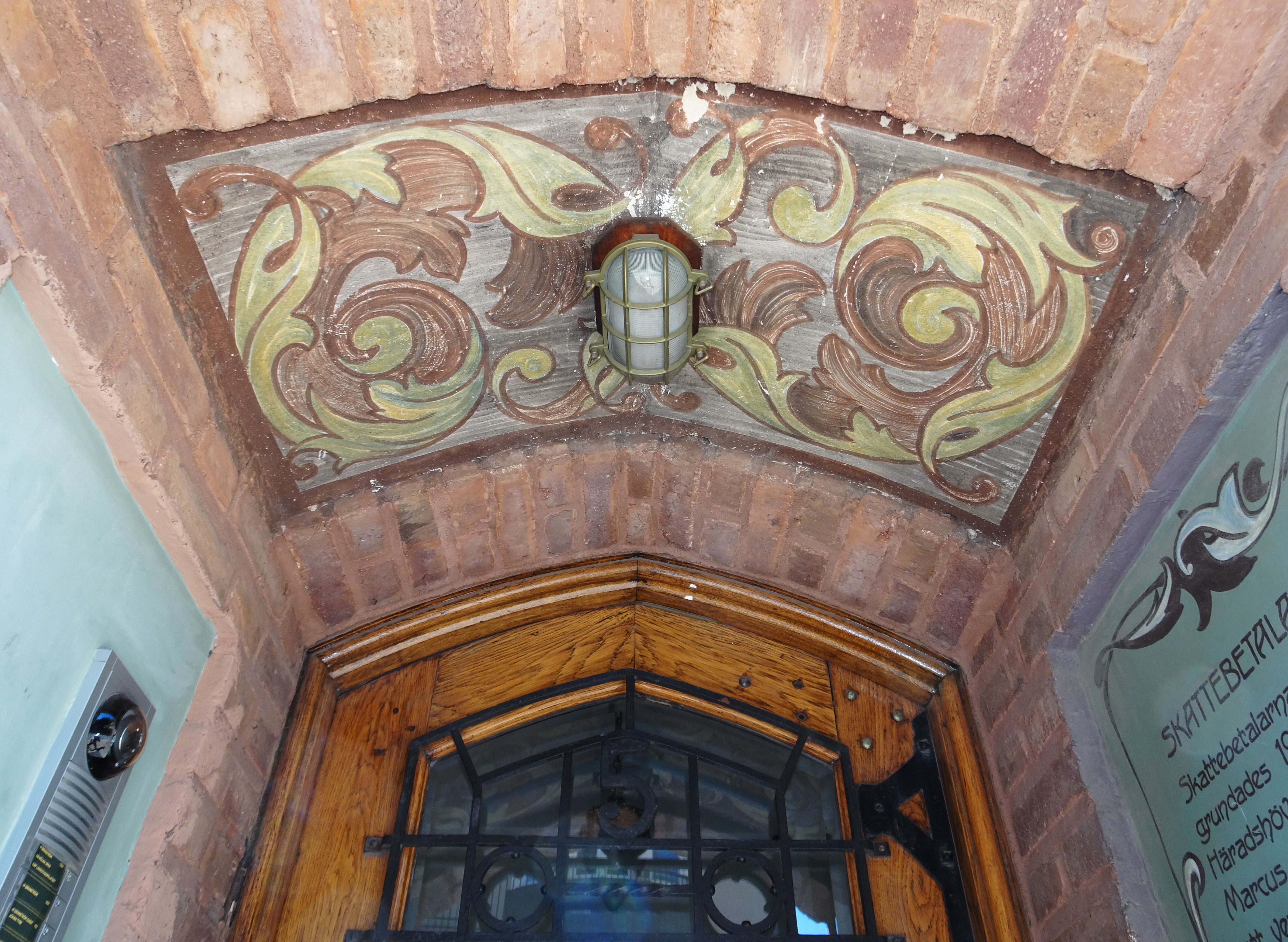
Takmålning.
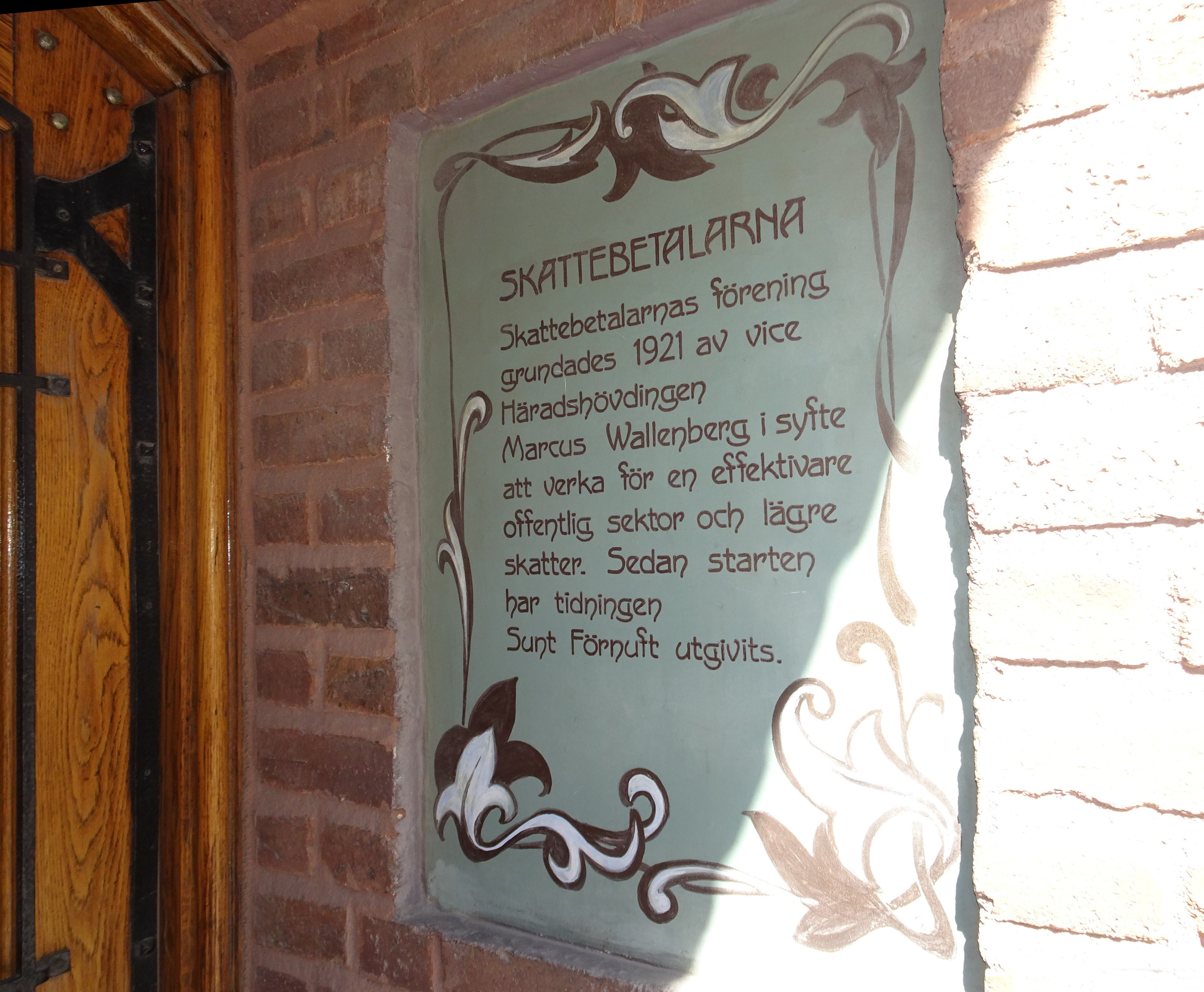
Minnestavla.